# 度假村费
度假村費（英語：resort fee），通常指酒店旅館業在收取房假之余另外徵收的附加費，名義上是支付某些旅館設施的成本。度假村费一般以每晚为单位計價，根據旅遊淡旺季節的變化可能存在明显的波动。
通過收取度假村費， 酒店就能在每晚房價上做出較低價格的廣告，這可能會優於其他不收取度假村费的競爭對手。
在某些情況下，度假村費的存在並不是廣為人知的。例如，网络上的酒店價格比較引擎（如Priceline.com等）列出的每晚住宿价格通常不包括度假村費，但因為某些酒店实际上收取較为高昂的度假村費，消費者就有可能被誤導。